# Kocsis István (gépészmérnök)
Kocsis István (Pusztavám, 1952. január 30. –) gépészmérnök, egyetemi oktató, iparvállalati vezető, politikus.

## Életrajza

### Szakmai pályafutása
Vegyipari gépészeti technikumban érettségizett, majd a Budapesti Műszaki Egyetem Gépészmérnöki Karán szerzett diplomát 1976-ban. Egyetemi tanulmányai után az egyetem Gépelemek tanszékén dolgozott először tanársegédként, majd 1991-től rövid ideig a Gépszerkezettani Intézet adjunktusaként. Tagja volt az MSZMP egyetemi pártbizottságának. Egyetemi oktatói évei alatt a dr. Münnich Ferenc, majd Kármán Tódor Kollégium igazgatói tisztét is betöltötte 1985-től.

### Politikai és kormányzati tevékenysége
A rendszerváltás idején kezdett politizálni, a BME-n megalapította a Magyar Demokrata Fórum  alapszervezetét. Később ipari vezetői és iparpolitikai megbízásokat kapott. 1991-ben volt tanszéki kollégája, Latorcai János hívására ment a Fegyver- és Gázkészülékgyárhoz (FÉG), később Célgépgyár igazgatója, majd az Ipari és Kereskedelmi Minisztérium főosztályvezetője, az iparért felelős helyettes államtitkára volt 1993-ig. 1993–1997 között az Állami Vagyonkezelő Részvénytársaság (ÁV Rt.), illetve az Állami Privatizációs és Vagyonkezelő Rt. (ÁPV Rt.) vezérigazgató helyettese, majd vezérigazgatója. 1998-ban egy évig az RWE Energie AG, főosztályvezetője, 2000-ben az ÉMÁSZ igazgatója, 2001-ben az RWE-EnBW Magyarország Kft igazgatójává nevezik ki. 2002–2005 között a Paksi Atomerőmű Rt. vezérigazgatója, majd 2005-től 2008-ig a Magyar Villamosművek Rt. vezérigazgatója. 2008-tól a Budapesti Közlekedési Zrt. vezérigazgatója. Erről a posztról 2011. szeptember 4-én közös megegyezéssel, azonnali hatállyal, végkielégítés nélkül távozott.

### Büntetőügye
Kocsis István ellen a rendőrség büntetőeljárást kezdeményezett a BKV vezérigazgatójaként aláírt egyes megbízási szerződések miatt. A büntetőeljárás az MVM belső vizsgálata, majd feljelentése alapján indult. Kocsis István és hat társa ellen folyik egy eljárás a Kaposvári Törvényszéken is. A vád szerint 2006 és 2008 között indokolatlan szerződésekkel és felesleges befektetésekkel több mint 15 milliárd forint kárt okoztak az MVM-nek. Bűnszervezetben elkövetett sikkasztás és hűtlen kezelés miatt 2012-ben a Fővárosi Főügyészség is vádat emelt a Magyar Villamos Művek volt vezérigazgatója ellen.
2015-ben állították bíróság elé a Kaposvári Törvényszéken, amely a nem jogerős elsőfokú eljárásában felmentette. Ezt az ítéletet 2016-ban a másodfokon eljáró Pécsi Ítélőtábla hatályon kívül helyezte és az elsőfokú eljárás megismétlését rendelte el a Kaposvári Törvényszéknek. Ezen a megismételt elsőfokú eljáráson Kocsist ismét felmentették, de a másodfokon eljáró Pécsi Ítélőtábla bűnösnek találta bűnszervezetben elkövetett sikkasztás és hűtlen kezelés vétségében, amiért öt év börtönbüntetésre ítélte. Az elítéltek fellebbezése után Kúria a harmadfokú eljárásban 2019 novemberében jogerősen öt év börtönbüntetésre ítélte Kocsist. Börtönbüntetését 2020 márciusától Kecskeméten, a Bács-Kiskun Vármegyei Büntetés-végrehajtási Intézetben töltötte, ahonnan három év és négy hónap letöltése után 2023 márciusában szabadult. 